# Sympistis
Sympistis är ett släkte av fjärilar som beskrevs av Jacob Hübner 1816. Sympistis ingår i familjen nattflyn, Noctuidae.

## Dottertaxa tillSympistis, i alfabetisk ordning[1][2]
- Sympistis acheron Troubridge, 2008
- Sympistis albicilia Draudt, 1950
- Sympistis albifasciata Hampson, 1906
- Sympistis amenthes Troubridge, 2008
- Sympistis amun Troubridge, 2008
- Sympistis anubis Troubridge, 2008
- Sympistis anweileri Troubridge & Lafontaine, 2008
- Sympistis apep Troubridge, 2008
- Sympistis apis Troubridge, 2008
- Sympistis apposita Barnes & McDunnough, 1918
- Sympistis aqualis Grote, 1881
- Sympistis arizonensis Barnes, 1928
- Sympistis astrigata Barnes & McDunnough, 1912
- Sympistis aterrima Grote, 1879
- Sympistis atricollaris Harvey, 1875
- Sympistis augustus Harvey, 1875
- Sympistis babi Troubridge, 2008
- Sympistis badistriga Grote, 1872
- Sympistis bakeri Dyar, 1905
- Sympistis baloghi Troubridge, 2008
- Sympistis balteata Smith, 1902
- Sympistis barnesii Smith, 1899
- Sympistis basifugens Dyar, 1914
- Sympistis behrensi Grote, 1874
- Sympistis benjamini Lindsey, 1923
- Sympistis bes Troubridge, 2008
- Sympistis buchis Troubridge, 2008
- Sympistis buto Troubridge, 2008
- Sympistis californiae McDunnough, 1946
- Sympistis chalybdis Troubridge & Crabo, 1999
- Sympistis chandleri Grote, 1873
- Sympistis cherti Troubridge, 2008
- Sympistis chionanthi Smith, J.E., 1797
- Sympistis chons Troubridge, 2008
- Sympistis chorda Grote, 1880
- Sympistis cibalis Grote, 1880
- Sympistis ciliata Smith, 1900
- Sympistis cleopatra Troubridge, 2008
- Sympistis cocklei Dyar, 1904
- Sympistis cocytus Troubridge, 2008
- Sympistis collaris Troubridge, 2008
- Sympistis columbia McDunnough, 1922
- Sympistis coprocolor Troubridge & Crabo, 1999
- Sympistis corusca Smith, 1899
- Sympistis cottami Blanchard, 1972
- Sympistis curvicollis Grote, 1883
- Sympistis daishi Alphéraky, 1892
- Sympistis dayi Grote, 1873
- Sympistis deceptiva Barnes & Lindsey, 1922
- Sympistis definita Barnes & McDunnough, 1912
- Sympistis dentata Grote, 1875
- Sympistis deserta Smith, 1891
- Sympistis dinalda Smith, 1908
- Sympistis dischorda Troubridge, 2008
- Sympistis disfigurata Troubridge, 2008
- Sympistis doris Dimock & Troubridge, 2008
- Sympistis dunbari Harvey, 1876
- Sympistis duplex Troubridge & Mustelin, 2006
- Sympistis euta Smith, 1903
- Sympistis extranea Smith, 1892
- Sympistis extremis Smith, 1890
- Sympistis fasciata Edwards, H., 1886
- Sympistis fifia Dyar, 1904
- Sympistis figurata Harvey, 1875
- Sympistis fortis Grote, 1880
- Sympistis franclemonti Blanchard, 1968
- Sympistis funebris Hübner, Svartbandat hedfly
- Sympistis glennyi Grote, 1873
- Sympistis goedeni Troubridge & Crabo, 1999
- Sympistis greyi Troubridge & Crabo, 1999
- Sympistis griseicollis Grote, 1882
- Sympistis grumi Alphéraky, 1892
- Sympistis hapi Troubridge, 2008
- Sympistis hathor Troubridge, 2008
- Sympistis hayesi Grote, 1873
- Sympistis helena Mustelin, 2006
- Sympistis heliophila Paykull, 1793 Vitvingat hedfly
- Sympistis heterogena Blanchard, 1972
- Sympistis homogena Grote, 1877
- Sympistis horus Troubridge, 2008
- Sympistis ibapahensis Barnes & Benjamin, 1924
- Sympistis incomitata Harvey, 1875
- Sympistis inconstans Grote, 1883
- Sympistis incubus Troubridge, 2008
- Sympistis induta Harvey, 1874
- Sympistis infixa Walker, 1856
- Sympistis insanina Troubridge, 2008
- Sympistis intruda Smith, 1910
- Sympistis iota Hudson, 1903
- Sympistis iricolor Smith, 1888
- Sympistis isis Troubridge, 2008
- Sympistis jenniferae Troubridge, 2008
- Sympistis jocelynae Troubridge, 2008
- Sympistis kelloggi Edwards, H., 1875
- Sympistis kelsoensis Robertson & Mustelin, 2006
- Sympistis khem Troubridge, 2008
- Sympistis khepri Troubridge, 2008
- Sympistis knudsoni Troubridge, 2008
- Sympistis lachrymosa Troubridge, 2008
- Sympistis lacticollis Smith, 1908
- Sympistis lapponica Thunberg, 1791 Lapskt hedfly
- Sympistis laticosta Dyar, 1904
- Sympistis lepipoloides McDunnough, 1922
- Sympistis levis Grote, 1880
- Sympistis linda Barnes & McDunnough, 1913
- Sympistis mackiei Barnes & Benjamin, 1924
- Sympistis major Grote, 1881
- Sympistis meadiana Morrison, 1875
- Sympistis melalutea Smith, 1899
- Sympistis melantho Smith, 1899
- Sympistis min Troubridge, 2008
- Sympistis minor Barnes, 1928
- Sympistis mirificalis Grote, 1879
- Sympistis modesta McDunnough, 1933
- Sympistis mut Troubridge, 2008
- Sympistis nenun Troubridge, 2008
- Sympistis nigrita Boisduval, 1840 Svart hedfly
  - Sympistis nigrita kolthoffi Aurivillius, 1890
  - Sympistis nigrita zetterstedtii Staudinger, 1857
- Sympistis nigrocaput Smith, 1892
- Sympistis nita Smith, 1910
- Sympistis obscurata Barnes & McDunnough, 1912
- Sympistis occata Grote, 1875
- Sympistis opleri Troubridge, 2008
- Sympistis orbicularis Barnes & McDunnough, 1912
- Sympistis osiris Troubridge, 2008
- Sympistis pachet Troubridge, 2008
- Sympistis pallida Barnes, 1928
- Sympistis pallidior Barnes, 1928
- Sympistis parvacana Troubridge & Crabo, 1999
- Sympistis parvanigra Blackmore, 1923
- Sympistis pernotata Grote, 1883
- Sympistis perscripta Guenée, 1852
- Sympistis pessota Meyrick, 1886
- Sympistis picina Grote, 1880
- Sympistis piffardi Walker, 1862
- Sympistis poliafascies Dyar, 1910
- Sympistis polingii Barnes, 1904
- Sympistis poliochroa Hampson, 1906
- Sympistis ptah Troubridge, 2008
- Sympistis pudorata Smith, 1893
- Sympistis punctilinea Hampson, 1906
- Sympistis ra Troubridge, 2008
- Sympistis ragani Barnes, 1928
- Sympistis regina Smith, 1902
- Sympistis richersi Troubridge, 2008
- Sympistis riparia Morrison, 1875
- Sympistis rosea Smith, 1903
- Sympistis rustica Barnes & McDunnough, 1911
- Sympistis sagittata Barnes & McDunnough, 1916
- Sympistis sakhmet Troubridge, 2008
- Sympistis sandaraca Buckett & Bauer, 1967
- Sympistis sanina Smith, 1910
- Sympistis satanella Troubridge & Crabo, 1999
- Sympistis saundersiana Grote, 1876
- Sympistis saxatilis Troubridge & Crabo, 1999
- Sympistis sectilis Smith, 1894
- Sympistis sectiloides Barnes & McDunnough, 1913
- Sympistis semicollaris Smith, 1909
- Sympistis senica Eversmann, 1856
  - Sympistis senica x-signata Staudinger, 1897
- Sympistis septu Troubridge, 2008
- Sympistis sesmu Troubridge, 2008
- Sympistis seth Troubridge, 2008
- Sympistis shait Troubridge, 2008
- Sympistis shirleyae Troubridge, 2008
- Sympistis simplex Smith, 1888
- Sympistis singularis Barnes & McDunnough, 1912
- Sympistis sobek Troubridge, 2008
- Sympistis sokar Troubridge, 2008
- Sympistis sorapis Troubridge, 2008
- Sympistis stabilis Smith, 1895
- Sympistis subsimplex Dyar, 1904
- Sympistis tartarea Troubridge & Crabo, 1999
- Sympistis tenuifascia Smith, 1888
- Sympistis terminalis Smith, 1888
- Sympistis tetrops Dyar, 1904
- Sympistis toddi Blanchard, 1968
- Sympistis umbrifascia Smith, 1894
- Sympistis utahensis Barnes & Benjamin, 1924
- Sympistis viriditincta Smith, 1894
- Sympistis wilsonensis Hill, 1924
- Sympistis wilsoni Barnes & Benjamin, 1924
- Sympistis youngi McDunnough, 1922

## Bildgalleri

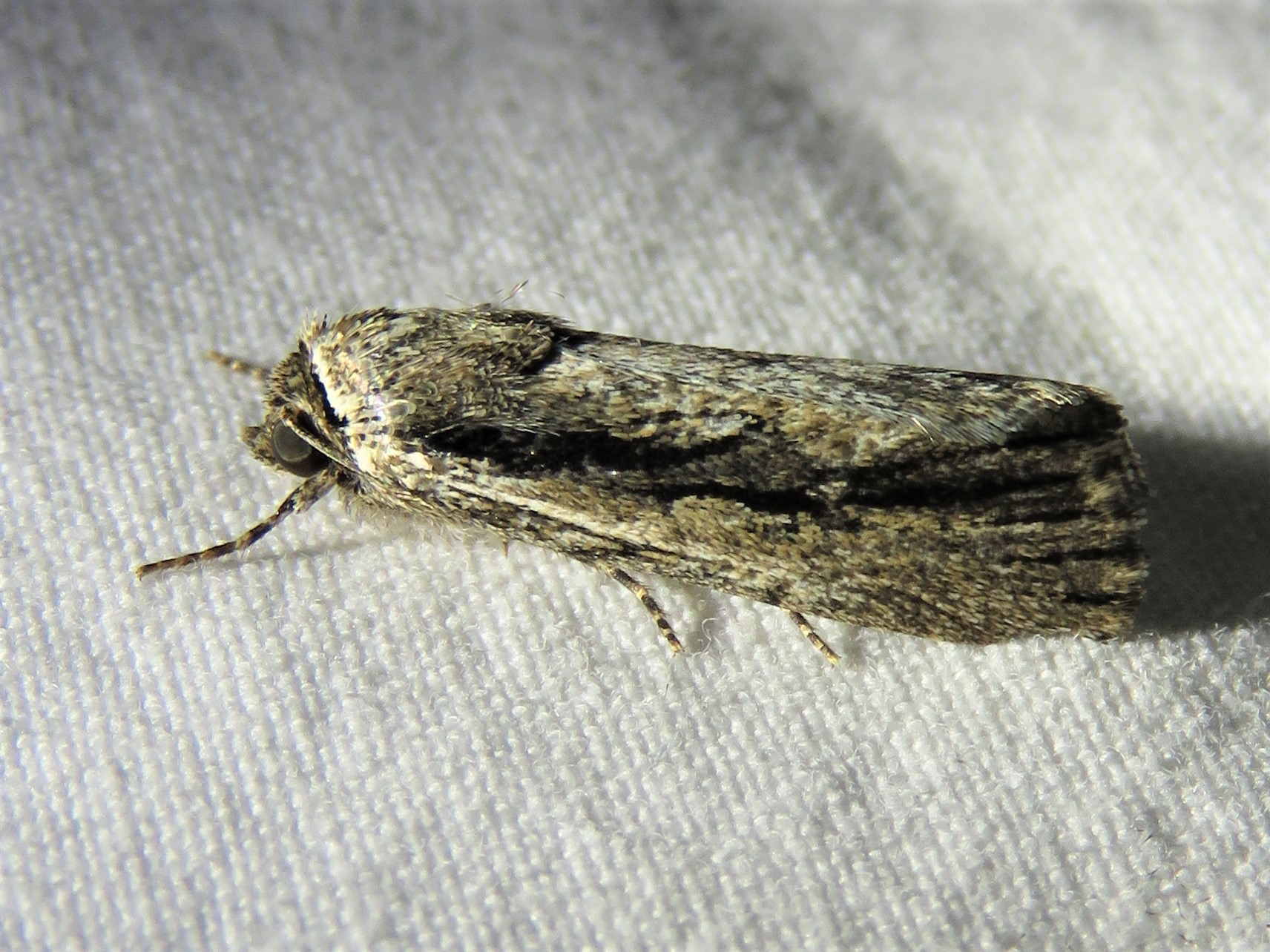
Sympistis atricollaris
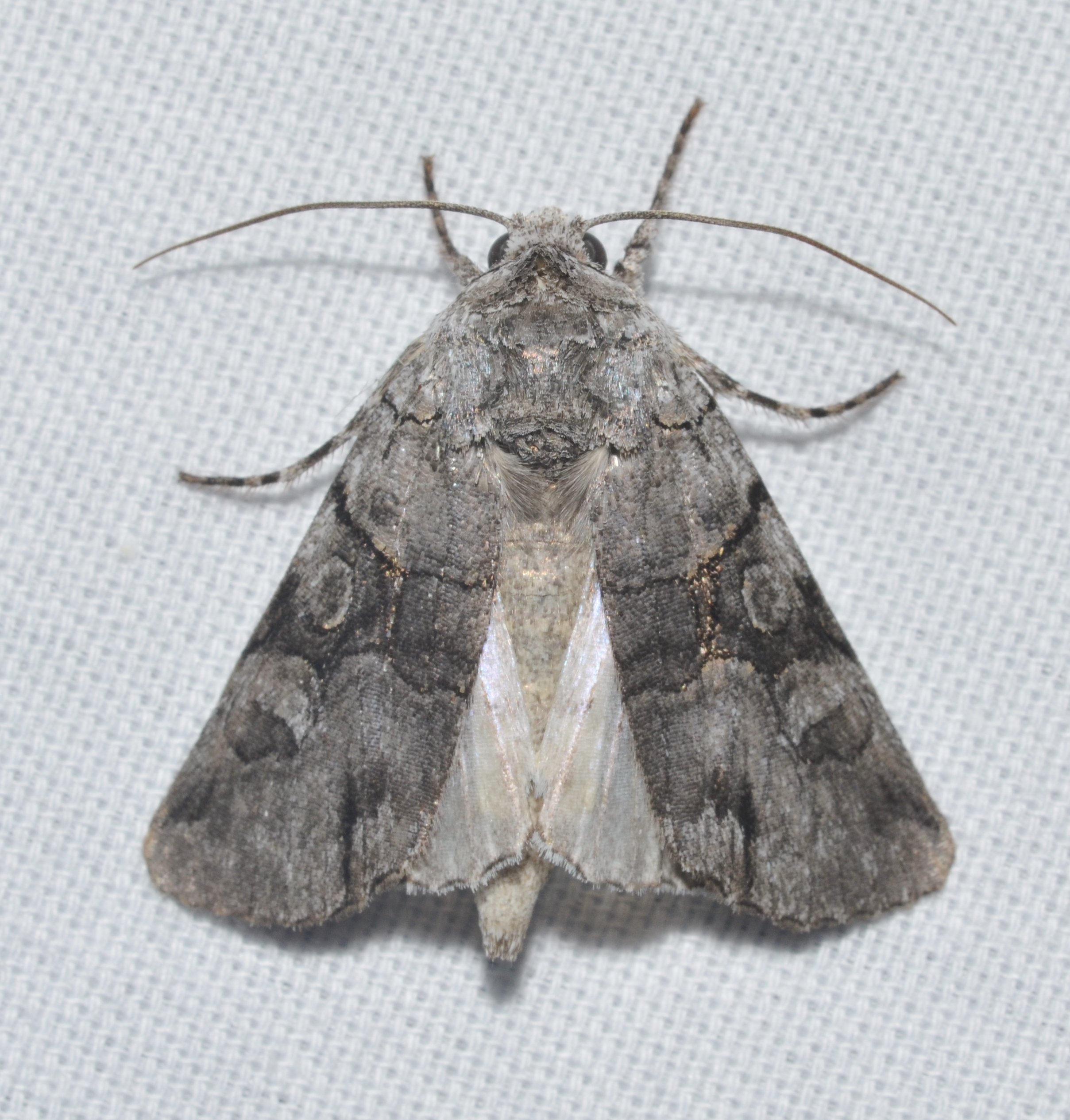
Sympistis chionanthi
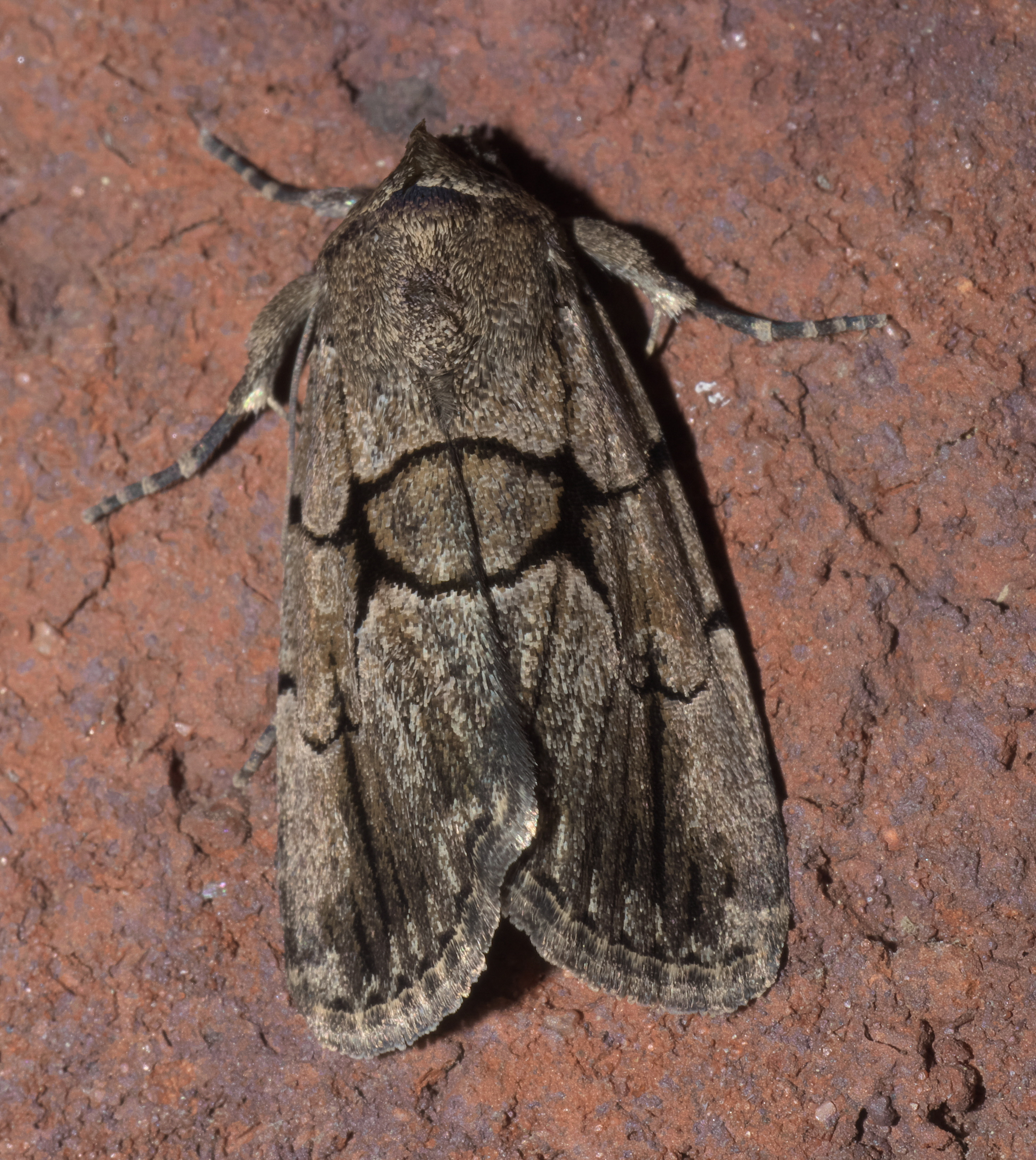
Sympistis dinalda
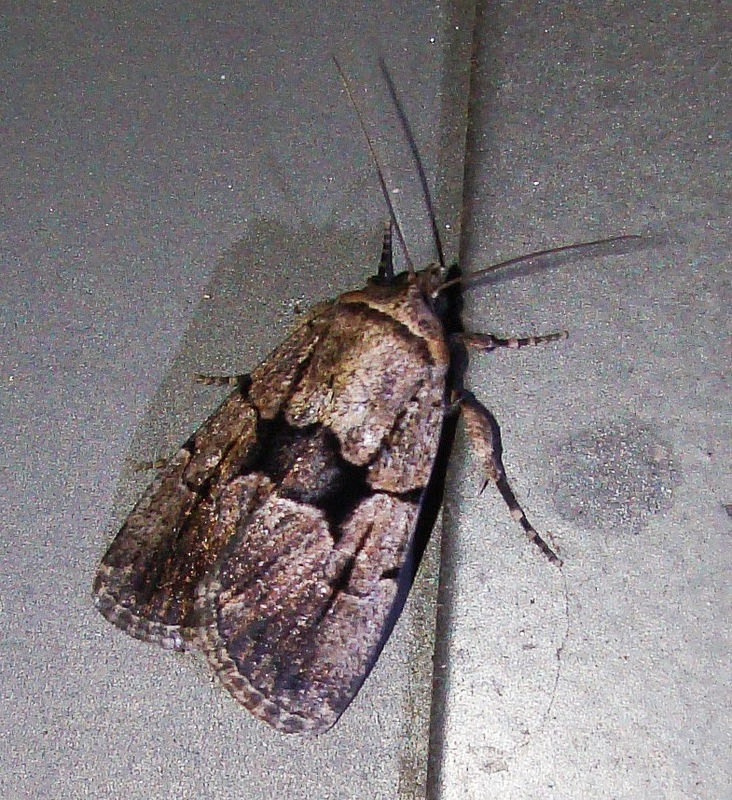
Sympistis infixa
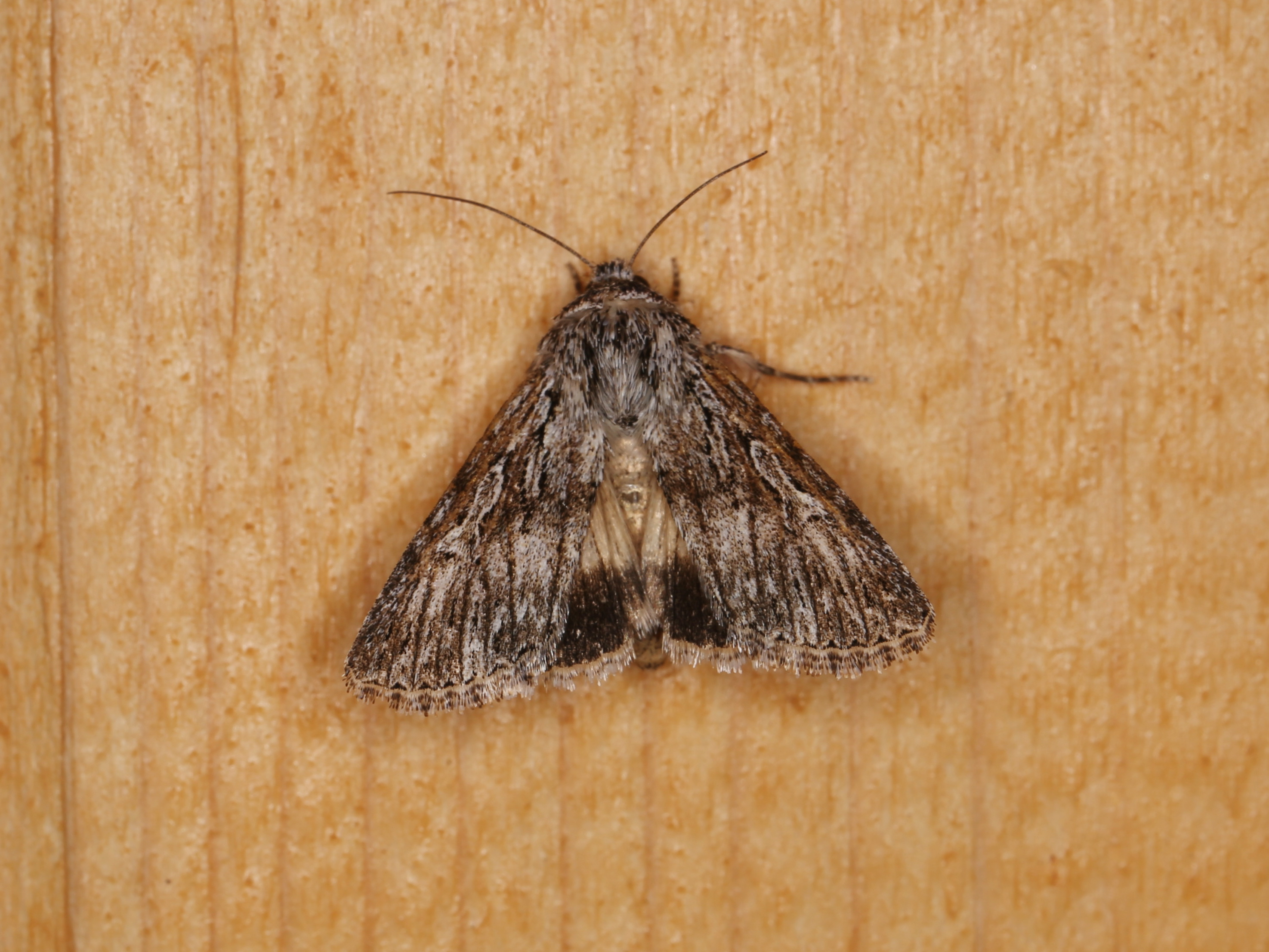
Sympistis poliochroa
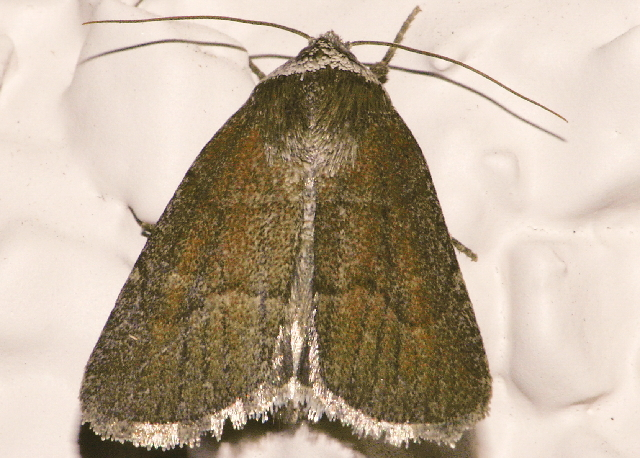
Sympistis stabilis